# Danny Fonseca
Danny Fonseca (Cartago, 7 november 1979) is een Costa Ricaanse profvoetballer die onder contract staat bij Club Sport Cartaginés.
Fonseca is een centrale verdedigende middenvelder en is uitermate geschikt om mandekking op aanvallers van de tegenstander toe te passen. Hij is een leider in het veld en in de opbouw van de aanval is hij veelal de belangrijke factor die het overzicht bewaard en de aanvallen op probeert te zetten.
Voor de nationale ploeg speelde hij mee tijdens het WK voor junioren in 1999. Zijn interlanddebuut maakte hij op 20 februari 2003 tegen Honduras. Hij speelde mee tijdens de Gold Cup 2003, de Copa America 2004, de Gold Cup 2005 en hij won de UNCAF Nations Cup eveneens in 2005. Tot en met 4 juni 2006 speelde hij 22 interlands en kwam daarin tweemaal tot scoren.
| WK-statistieken              | Club                  | Positie      | W |   |   | D | A |   |   |   |
| ---------------------------- | --------------------- | ------------ | - | - | - | - | - | - | - | - |
| WK voetbal 2006 - Costa Rica | Club Sport Cartaginés | Middenvelder | 1 | 0 | 0 | 0 | 0 | 1 | 0 | 0 |